# Desarrollo positivo adolescente

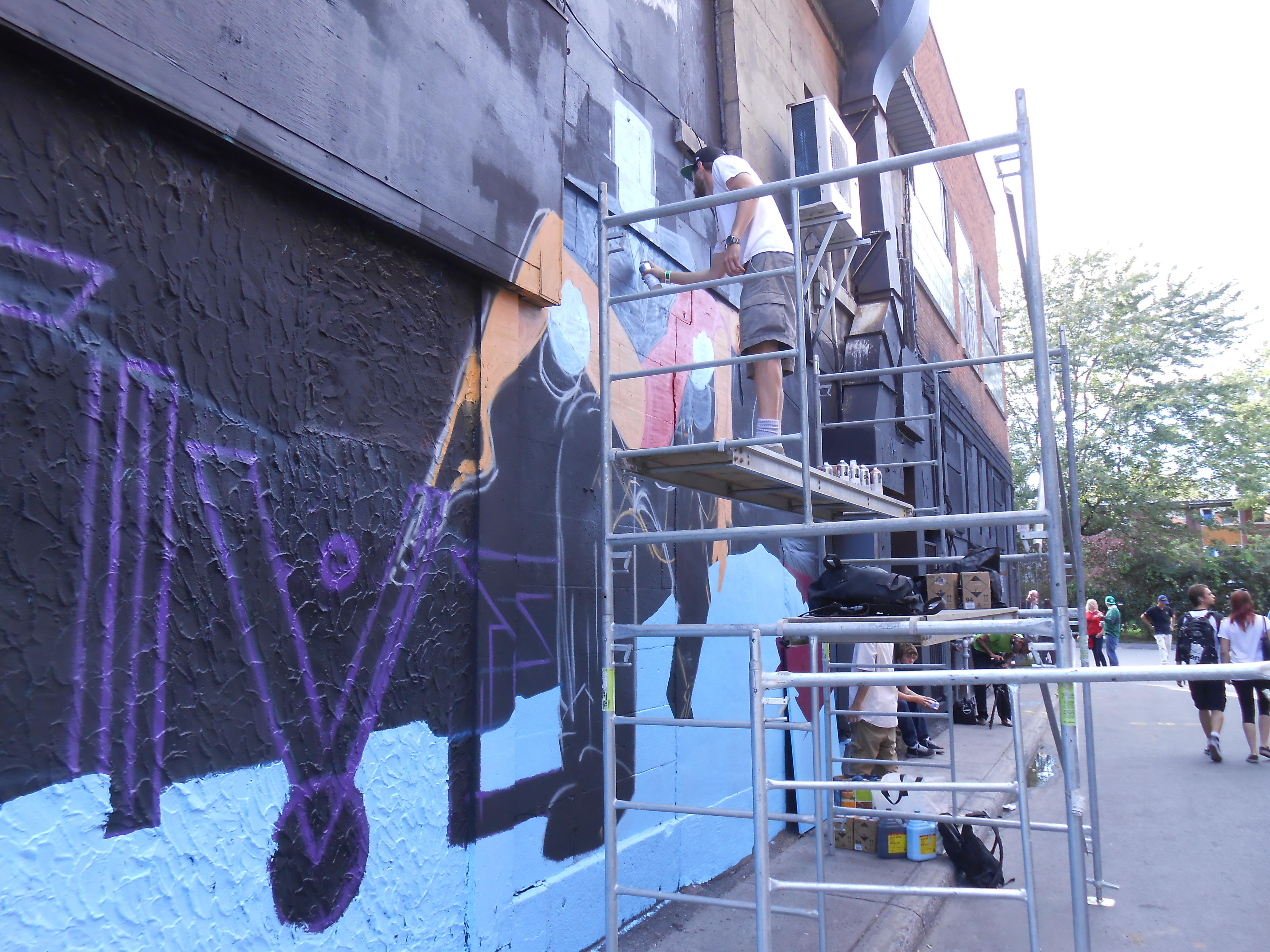
Jóvenes participando en Under Pressure, un festival de grafiti norteamericano que utiliza principios positivos de desarrollo juvenil.

El desarrollo positivo adolescente es un modelo que promueve oportunidades a las y los adolescentes para desarrollar sus intereses y habilidades. No se enfoca en las carencias de las y los adolescentes o en prevenir conductas de riesgo como la violencia, el consumo de drogas o las prácticas sexuales de riesgo; sino en promover en esta etapa evolutiva las competencias y habilidades emocionales y sociales necesarias para la vida.

## Origen del modelo
Durante décadas, tanto desde la investigación como desde el campo de la educación y de la intervención, se han desarrollado estudios y programas de trabajo con adolescentes enfocados en la prevención de determinados comportamientos de riesgo. Han partido lo que se ha llamado modelo de déficit.
A partir de la década del año 2000 surgen en Estados Unidos estudios que describen este nuevo modelo, que beben del modelo de competencia surgido en la década de 1980 en el ámbito de la psicología comunitaria.
Aunque el modelo puede considerarse opuesto al del déficit, varios estudios indican que se trata de enfoques complementarios. El modelo guarda relación con numerosos términos nuevos como el aprendizaje social emocional, habilidades para la vida, educación emocional, inteligencia emocional, desarrollo socioemocional y otros.

### El modelo del déficit
La mayor parte de teorías y modelos sobre la adolescencia consideran esta etapa evolutiva como turbulenta y conflictiva. Compartieron esta visión autores tan dispares como Anna Freud, Erik Erikson o Stanley Hall. A pesar de que continúan surgiendo datos que confirman el aumento de conflictos, conductas de riesgo y la inestabilidad emocional durante la adolescencia; hay otras y otros expertos que cuestionan esa imagen de la adolescencia catastrofista y dramática.
Dicha representación conlleva consecuencias desfavorables:
- Se suelen aplicar medidas restrictivas de sus libertades a un grupo social como conflictivo.
- Se genera un prejuicio social hacia el colectivo, influyendo negativamente en sus relaciones.
- Se produce mayor atención e interés en las conductas negativas que en las positivas, tanto en la población adolescente como en el resto. Esto incluye a los medios de comunicación de masas, que difunden una imagen estereotipada de esta población
- Se dedica más esfuerzo a estudiar y evaluar las conductas negativas (como el consumo de drogas o la violencia escolar) que a identificar, evaluar y estudiar tendencias de las conductas positivas

También puede conllevar aspectos positivos, como la dedicación de recursos para intervenir desde la Administración, empresas y entidades. Sin embargo, ello supone trabajar con un enfoque centrado en el déficit, similar al modelo médico tradicional en el que la salud es entendida como la ausencia de enfermedad o de problemas. Frente a ese enfoque centrado en la prevención de problemas, el modelo de desarrollo positivo propone en enfoque centrado en la promoción de competencias. El modelo del déficit persigue la prevención mediante la reducción de factores de riesgo, lo que no lleva aparejado la promoción de competencias. En cambio el modelo de desarrollo positivo introduce el concepto de "activos para el desarrollo", que son esos factores tanto personales como contextuales capaces de promover competencias en los chicos y chicas adolescentes.

## Argumentación
El desarrollo positivo adolescente o modelo de competencia se sustenta en varios argumentos:
- Trata de entender y explicar la adolescencia como un recurso a desarrollar, no como un problema a resolver.
- Considera que un desarrollo saludable completo requiere algo más que evitar las conductas de riesgo.
- La promoción de habilidades sociales, emocionales, cognitivas y de comportamiento son claves para evitar precisamente esas conductas de riesgo.

## Referentes
Algunas de las propuestas teóricas sobre el desarrollo positivo más reconocidas en el ámbito internacional son:
- El modelo de las 5 Ces de Lerner
- El modelo SEL de la Coalición para el Aprendizaje Socioemocional CASEL
- El enfoque de Habilidades para la vida[4]

En España hay que mencionar el modelo propuesto por Oliva y colegas de la Universidad de Sevilla. Un modelo que incluye cinco áreas de competencias: cognitivas, sociales, emocionales, morales y personales o fortalezas del yo. Se trata de un modelo elaborado a partir de un estudio cualitativo llevado a cabo sobre profesionales expertos en desarrollo adolescente.

## Requisitos
Mientras el modelo del déficit se centra en identificar los factores de riesgo y problemas, el desarrollo positivo adolescente busca el concepto de recursos o activos para el desarrollo. Son los recursos personales, familiares, escolares o comunitarios que apoyan y dan la experiencia necesaria para ese desarrollo positivo durante la adolescencia.
Se han identificado unos 40 recursos, de los que 20 son internos y 20 externos. Entre ellos, se pueden mencionar la existencia de modelos positivos adultos, la influencia positiva entre iguales, la alta autoestima, la responsabilidad o la capacidad para tomar decisiones.
Para que los programas de desarrollo positivo adolescente sean efectivos deben cumplir ciertos requisitos:
- Que tengan un enfoque global
- Que incluyan un currículum bien planificado y estructurado en actividades
- Que tengan una larga duración e intensidad
- Que propongan actividades motivadoras y experiencias nuevas
- Que tengan un carácter multifocal o de multidominio, es decir, incluyen varios perfiles (alumnado, docentes, madres, padres) y contextos (familia, escuela, comunidad)
- Que se desarrollen en un ambiente de seguridad y empoderamiento
- Que se cuide el papel de las figuras adultas, formándoles y fomentando su implicación

El contenido no parece ser determinante, ya que han mostrado éxito programas relacionados con asuntos muy diversos: el voluntariado y la participación en la comunidad, actividades musicales, artísticas o deportivas.